# Kaila capreola
Kaila capreola är en insektsart som beskrevs av Irena Dworakowska 1981. Kaila capreola ingår i släktet Kaila och familjen dvärgstritar.
Artens utbredningsområde är Nigeria. Inga underarter finns listade i Catalogue of Life.